# Brian Oddie
Brian Oddie (Brian Cecil Vernon Oddie; * 16. Mai 1905 in Luton; † 7. August 1996 in Bracknell) war ein britischer Langstreckenläufer und Meteorologe.
Bei den Olympischen Spielen 1928 in Amsterdam wurde er Neunter über 5000 m und bei den British Empire Games 1930 in Hamilton für England startend Sechster über drei Meilen.
Er studierte Physik am Queen Mary College, London. 1926 trat er in die Dienste des Meteorological Office, dessen Vizedirektor er von 1959 bis 1966 war.